# Karlsdal
För stadsdelen i Västerås, se Karlsdal, Västerås.
Karlsdal är ett före detta järnbruk i norra Karlskoga kommun, Örebro län (Värmland), vid sjön Malmlången. Mellan 2015 och 2020 samt åter från 2023 avgränsade SCB här en småort.
Karlsdal grundades 1736 av Carl Luthman som uppkallade det nya bruket efter sig själv.
Orten hade egen poststation den 12 januari 1889, benämnd Karlsdal till och med 1910 och sedan Karlsdalsbruk till den 29 april 1967.
I orten finns Karlsdals kapell.